# Betsede
Betsede är en tätort i Värmdö kommun belägen ett par kilometer rakt öster om Gustavsberg.

## Befolkningsutveckling
| Befolkningsutvecklingen i Betsede 2015–2020                                   | Befolkningsutvecklingen i Betsede 2015–2020 | Befolkningsutvecklingen i Betsede 2015–2020 | Befolkningsutvecklingen i Betsede 2015–2020 | Befolkningsutvecklingen i Betsede 2015–2020 |
| ----------------------------------------------------------------------------- | ------------------------------------------- | ------------------------------------------- | ------------------------------------------- | ------------------------------------------- |
|                                                                               |                                             |                                             |                                             |                                             |
| År                                                                            |                                             |                                             | Folkmängd                                   | Areal (ha)                                  |
| 2015                                                                          | 2015                                        |                                             | 278                                         | 55                                          |
| 2020                                                                          | 2020                                        |                                             | 319                                         | 56                                          |
| Anm.: Ny tätort 2015, tidigare småort som 2010 hade 194 invånare på 49 hektar |                                             |                                             |                                             |                                             |